# جیمی کرابتری
جیمی کرابتری (به انگلیسی: Jimmy Crabtree) بازیکن فوتبال زادهٔ ۲۳ دسامبر ۱۸۷۱ اهل کشور انگلستان بود که سابقهٔ بازی در تیم ملی فوتبال انگلستان را در کارنامهٔ خود دارد. وی در تاریخ ۳ مارس ۱۸۹۴ نخستین بازی ملی خود را در مقابل تیم ملی فوتبال ایرلند انجام داد و با حضور در ۱۴ بازی ملی، در تاریخ ۳ مارس ۱۹۰۲ واپسین بازی ملی‌اش را در برابر تیم ملی فوتبال ولز برگزار کرد.